# Parascalops breweri
Parascalops breweri — ссавець родини кротових (Talpidae).

## Морфологія
Голова й тіло довжиною 116—140 мм, хвіст довжиною 23—36 мм, вага 40—86 грамів. Хутро густе й м'яке. Шерсть чорна, часто зустрічаються білі плями на грудях і животі. У старих тварин, морда, ноги і хвіст можуть бути пофарбовані в білий колір. Хвіст товстий вкритий волоссям. Голова характеризується, як у більшості кротових, загостреною мордою, очима прихованими в хутрі і відсутністю вух. Передні кінцівки видозмінені для копання. Самиці мають 4 пари молочних залоз.

## Поширення
Проживає на північному сході США і в південній частині провінцій Онтаріо і Квебек, Канада. Населяє листяні ліси з товстим шаром гумусу від рівня моря до 900 м.

## Життя
Веде підземний спосіб життя. Цей вид споживає в основному ґрунтових безхребетних; дощові хробаки, личинки комах, лялечки складають приблизно дві третини раціону.
Спарювання відбувається в березні-квітні, вагітність триває 4—6 тижнів. Розмір виводку: 4—5. Молодь народжуються в квітні-травні. Як правило буває один виводок на рік. Статева зрілість досягається через 11 місяців після народження. Живуть до 4 років.